# Ізотопи кальцію
Кальцій (20Ca) має 26 відомих ізотопів, від 35Ca до 60Ca. Існує п'ять стабільних ізотопів (40Ca, 42Ca, 43Ca, 44Ca та 46Ca), а також один ізотоп (48Ca) з настільки довгим періодом напіврозпаду, що він є стабільним для всіх практичних цілей. Найпоширеніший ізотоп, 40Ca, а також рідкісний 46Ca, теоретично нестабільні з енергетичних міркувань, але їх розпад не спостерігався. Кальцій також має космогенний ізотоп 41Ca з періодом напіврозпаду 99 400 років. На відміну від космогенних ізотопів, які утворюються в повітрі, 41Ca утворюється шляхом нейтронної активації 40Ca в твердих гірських породах та ґрунті. Більша частина його утворення відбувається у верхніх шарах ґрунтового стовпа, де космогенний потік нейтронів все ще достатньо сильний. Найстабільнішими штучними ізотопами є 45Ca з періодом напіврозпаду 162,61 дня та 47Ca з періодом напіврозпаду 4,536 дня. Усі інші ізотопи кальцію мають період напіврозпаду хвилини або менше.
Стабільний 40Ca становить близько 97 % природного кальцію та в основному утворюється шляхом нуклеосинтезу в зірках (альфа-процес). Однак, подібно до 40Ar, деякі атоми 40Ca є радіогенними, утворюючись внаслідок радіоактивного розпаду 40K. Хоча K-Ar датування широко використовувалося в геологічних науках, поширеність 40Ca в природі спочатку перешкоджала поширенню K-Ca датування в ранніх дослідженнях, і лише кілька досліджень було проведено у 20 столітті. Однак сучасні методи, що використовують дедалі точніші методи термоіонізаційнної (TIMS) та мас-спектрометрії з індуктивно зв'язаною плазмою в комірках з колізійними комірками та кількома колекторами (CC-MC-ICP-MS), були використані для успішного K-Ca датування, подібного за методом до Rb-Sr датування, а також для визначення втрат K з нижньої континентальної кори та для відстеження джерел кальцієвого внеску з різних геологічних резервуарів.
Варіації стабільних ізотопів варіації кальцію (найчастіше 44Ca / 40Ca або 44Ca / 42Ca, що позначаються як «δ44Ca» та «δ44/42Ca» у дельта-нотації) також широко використовуються в природничих науках для низки застосувань, починаючи від раннього визначення остеопорозу і закінчуючи кількісною оцінкою часових шкал вивержень вулканів. Інші застосування включають: кількісну оцінку ефективності зв'язування вуглецю в місцях ін'єкцій CO2 та розуміння підкислення океану, дослідження як повсюдних, так і рідкісних магматичних процесів, таких як формування гранітів та карбонатитів, відстеження сучасних та стародавніх трофічних мереж, зокрема у динозаврів, оцінку практики відлучення від грудей у стародавніх людей.

## Список ізотопів
| Символ ізотопу | Z(p) | N(n) | Маса ізотопу (u) | Період напіврозпаду    | Типи розпаду           | Дочірні ізотопи        | Спін і парність ядра | Поширеність ізотопу в природі | Поширеність ізотопу в природі |
| Символ ізотопу | Z(p) | N(n) | Маса ізотопу (u) | Період напіврозпаду    | Типи розпаду           | Дочірні ізотопи        | Спін і парність ядра | мольна частка                 | відхилення                    |
| -------------- | ---- | ---- | ---------------- | ---------------------- | ---------------------- | ---------------------- | -------------------- | ----------------------------- | ----------------------------- |
| 35Ca           | 20   | 15   | 35,00557(22)#    | 25,7(2) мс             | β+, p (95,8 %)         | 34Ar                   | 1/2+#                |                               |                               |
| 35Ca           | 20   | 15   | 35,00557(22)#    | 25,7(2) мс             | β+, 2p (4,2 %)         | 33Cl                   | 1/2+#                |                               |                               |
| 35Ca           | 20   | 15   | 35,00557(22)#    | 25,7(2) мс             | β+ (rare)              | 35K                    | 1/2+#                |                               |                               |
| 36Ca           | 20   | 16   | 35,993074(43)    | 100,9(13) мс           | β+, p (51,2 %)         | 35Ar                   | 0+                   |                               |                               |
| 36Ca           | 20   | 16   | 35,993074(43)    | 100,9(13) мс           | β+ (48,8 %)            | 36K                    | 0+                   |                               |                               |
| 37Ca           | 20   | 17   | 36,98589785(68)  | 181,0(9) мс            | β+, p (76,8 %)         | 36Ar                   | 3/2+                 |                               |                               |
| 37Ca           | 20   | 17   | 36,98589785(68)  | 181,0(9) мс            | β+ (23,2 %)            | 37K                    | 3/2+                 |                               |                               |
| 38Ca           | 20   | 18   | 37,97631922(21)  | 443,70(25) мс          | β+                     | 38K                    | 0+                   |                               |                               |
| 39Ca           | 20   | 19   | 38,97071081(64)  | 860,3(8) мс            | β+                     | 39K                    | 3/2+                 |                               |                               |
| 40Ca           | 20   | 20   | 39,962590850(22) | Спостережно стабільний | Спостережно стабільний | Спостережно стабільний | 0+                   | 0,9694(16)                    | 0,96933–0,96947               |
| 41Ca           | 20   | 21   | 40,96227791(15)  | 9,94(15)×104 р         | ЕЗ                     | 41K                    | 7/2−                 | Сліди                         |                               |
| 42Ca           | 20   | 22   | 41,95861778(16)  | Стабільний             | Стабільний             | Стабільний             | 0+                   | 0,00647(23)                   | 0,00646–0,00648               |
| 43Ca           | 20   | 23   | 42,95876638(24)  | Стабільний             | Стабільний             | Стабільний             | 7/2−                 | 0,00135(10)                   | 0,00135–0,00135               |
| 44Ca           | 20   | 24   | 43,95548149(35)  | Стабільний             | Стабільний             | Стабільний             | 0+                   | 0,0209(11)                    | 0,02082–0,02092               |
| 45Ca           | 20   | 25   | 44,95618627(39)  | 162,61(9) д            | β−                     | 45Sc                   | 7/2−                 |                               |                               |
| 46Ca           | 20   | 26   | 45,9536877(24)   | Спостережно стабільний | Спостережно стабільний | Спостережно стабільний | 0+                   | 4×10−5                        | 4×10−5–4×10−5                 |
| 47Ca           | 20   | 27   | 46,9545411(24)   | 4,536(3) д             | β−                     | 47Sc                   | 7/2−                 |                               |                               |
| 48Ca           | 20   | 28   | 47,952522654(18) | 5,6(10)×1019 р         | β−β−                   | 48Ti                   | 0+                   | 0,00187(21)                   | 0,00186–0,00188               |
| 49Ca           | 20   | 29   | 48,95566263(19)  | 8,718(6) хв            | β−                     | 49Sc                   | 3/2−                 |                               |                               |
| 50Ca           | 20   | 30   | 49,9574992(17)   | 13,45(5) с             | β−                     | 50Sc                   | 0+                   |                               |                               |
| 51Ca           | 20   | 31   | 50,96099566(56)  | 10,0(8) с              | β−                     | 51Sc                   | 3/2−                 |                               |                               |
| 51Ca           | 20   | 31   | 50,96099566(56)  | 10,0(8) с              | β−, n?                 | 50Sc                   | 3/2−                 |                               |                               |
| 52Ca           | 20   | 32   | 51,96321365(72)  | 4,6(3) с               | β− (>98 %)             | 52Sc                   | 0+                   |                               |                               |
| 52Ca           | 20   | 32   | 51,96321365(72)  | 4,6(3) с               | β−, n (<2 %)           | 51Sc                   | 0+                   |                               |                               |
| 53Ca           | 20   | 33   | 52,968451(47)    | 461(90) мс             | β− (60 %)              | 53Sc                   | 1/2−#                |                               |                               |
| 53Ca           | 20   | 33   | 52,968451(47)    | 461(90) мс             | β−, n (40 %)           | 52Sc                   | 1/2−#                |                               |                               |
| 54Ca           | 20   | 34   | 53,972989(52)    | 90(6) мс               | β−                     | 54Sc                   | 0+                   |                               |                               |
| 54Ca           | 20   | 34   | 53,972989(52)    | 90(6) мс               | β−, n?                 | 53Sc                   | 0+                   |                               |                               |
| 54Ca           | 20   | 34   | 53,972989(52)    | 90(6) мс               | β−, 2n?                | 52Sc                   | 0+                   |                               |                               |
| 55Ca           | 20   | 35   | 54,97998(17)     | 22(2) мс               | β−                     | 55Sc                   | 5/2−#                |                               |                               |
| 55Ca           | 20   | 35   | 54,97998(17)     | 22(2) мс               | β−, n?                 | 54Sc                   | 5/2−#                |                               |                               |
| 55Ca           | 20   | 35   | 54,97998(17)     | 22(2) мс               | β−, 2n?                | 53Sc                   | 5/2−#                |                               |                               |
| 56Ca           | 20   | 36   | 55,98550(27)     | 11(2) мс               | β−                     | 56Sc                   | 0+                   |                               |                               |
| 56Ca           | 20   | 36   | 55,98550(27)     | 11(2) мс               | β−, n?                 | 55Sc                   | 0+                   |                               |                               |
| 56Ca           | 20   | 36   | 55,98550(27)     | 11(2) мс               | β−, 2n?                | 54Sc                   | 0+                   |                               |                               |
| 57Ca           | 20   | 37   | 56,99296(43)#    | 8# мс [>620 нс]        | β−?                    | 57Sc                   | 5/2−#                |                               |                               |
| 57Ca           | 20   | 37   | 56,99296(43)#    | 8# мс [>620 нс]        | β−, n?                 | 56Sc                   | 5/2−#                |                               |                               |
| 57Ca           | 20   | 37   | 56,99296(43)#    | 8# мс [>620 нс]        | β−, 2n?                | 55Sc                   | 5/2−#                |                               |                               |
| 58Ca           | 20   | 38   | 57,99836(54)#    | 4# мс [>620 нс]        | β−?                    | 58Sc                   | 0+                   |                               |                               |
| 58Ca           | 20   | 38   | 57,99836(54)#    | 4# мс [>620 нс]        | β−, n?                 | 57Sc                   | 0+                   |                               |                               |
| 58Ca           | 20   | 38   | 57,99836(54)#    | 4# мс [>620 нс]        | β−, 2n?                | 56Sc                   | 0+                   |                               |                               |
| 59Ca           | 20   | 39   | 59,00624(64)#    | 5# мс [>400 нс]        | β−?                    | 59Sc                   | 5/2−#                |                               |                               |
| 59Ca           | 20   | 39   | 59,00624(64)#    | 5# мс [>400 нс]        | β−, n?                 | 58Sc                   | 5/2−#                |                               |                               |
| 59Ca           | 20   | 39   | 59,00624(64)#    | 5# мс [>400 нс]        | β−, 2n?                | 57Sc                   | 5/2−#                |                               |                               |
| 60Ca           | 20   | 40   | 60,01181(75)#    | 2# мс [>400 нс]        | β−?                    | 60Sc                   | 0+                   |                               |                               |
| 60Ca           | 20   | 40   | 60,01181(75)#    | 2# мс [>400 нс]        | β−, n?                 | 59Sc                   | 0+                   |                               |                               |
| 60Ca           | 20   | 40   | 60,01181(75)#    | 2# мс [>400 нс]        | β−, 2n?                | 58Sc                   | 0+                   |                               |                               |

1. ↑  Скорочення:
ЕЗ: електронне захоплення
ІП: ізомерний перехід
2. ↑  Жирним для стабільних ізотопів
3. ↑  Спіни зі слабким оцінковим обґрунтуванням взяті в дужки.
4. ↑  Найважчий спостережувано стабільний нуклід з однаковою кількістю протонів і нейтронів
5. ↑  Вважається здатним до подвійного електронного захоплення з утворенням 40Ar з періодом напіврозпаду не менше 9,9×1021 р
6. ↑  Космогенний нуклід
7. ↑  Вважається здатним до β−β− з утворенням 46Ti
8. ↑  Первинний радіонуклід
9. ↑  Вважається здатним до потрійного бета-розпаду з дуже довгм періодом напіврозпаду
10. ↑  Найлегший ізотоп з відомою здатністю до подвійного бета-розпаду
11. ↑  Theorized to also undergo β− decay to 48Sc with a partial half-life exceeding 1.1+0.8
−0.6×1021 years[18]

## Кальцій-48

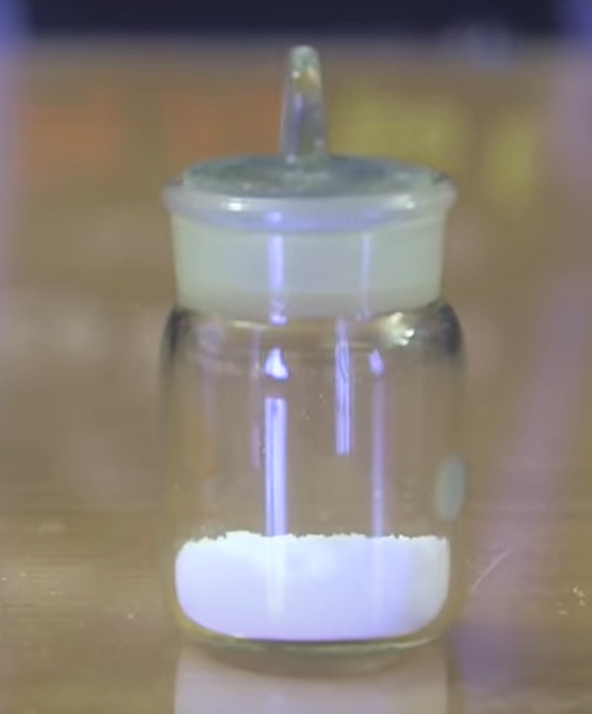
Близько 2 г кальцію-48

Кальцій-48 — це подвійно магічне ядро з 28 нейтронами; надзвичайно багате на нейтрони як для легкого первинного ядра. Він розпадається шляхом подвійного бета-розпаду з надзвичайно довгим періодом напіврозпаду близько 5,6×1019 років, хоча теоретично можливий також одиночний бета-розпад. Цей розпад можна проаналізувати за допомогою моделі ядерної оболонки sd, і він має більшу енергію (4,27 МеВ), ніж будь-який інший подвійний бета-розпад. Він використовується як попередник для багатих нейтронами та надважких ізотопів.

## Кальцій-60
Кальцій-60 станом на 2020 є найважчим відомим ізотопом Вперше спостерігався у 2018 році в RIKEN разом із 59Ca та сімома ізотопами інших елементів, його існування свідчить про наявність додаткових парних ізотопів кальцію щонайменше до 70Ca, тоді як 59Ca, ймовірно, є останнім зв'язаним ізотопом з непарним N. Попередні прогнози оцінювали, що найважчий парний ізотоп 60Ca, а 59Ca — не зв'язаний.
У збагаченій нейтронами області N = 40 стає магічним числом, тому 60Ca на початку вважався можливим подвійним магічним ядром, як це спостерігається для ізотону 68Ni. Однак подальші спектроскопічні вимірювання сусідніх нуклідів 56Ca, 58Ca та 62Ti натомість передбачають, що воно має знаходитися на острові інверсії, який, як відомо, існує навколо 64Cr.

## Додаткова інформація
- К. Майкл Хоган. 2010. Кальцій. Ред. А. Йоргенсон та К. Клівленд. Енциклопедія Землі, Національна рада з питань науки та навколишнього середовища, Вашингтон, округ Колумбія